# Bernat cocoi
El bernat cocoi (Ardea cocoi) és una espècie d'ocell de la família dels ardèids (Ardeidae) pròpia de rius, llacunes, aiguamolls i pantans de la zona neotropical, des de l'est de Panamà, Colòmbia, Veneçuela, Trinitat i Guaiana cap al sud, fins al centre de Xile i l'Argentina.